# Ryssjön, Södermanland
Ryssjön är en sjö i Nykvarns kommun i Södermanland och ingår i Norrströms huvudavrinningsområde. Sjön har en area på 0,466 kvadratkilometer och ligger 35 meter över havet.

## Delavrinningsområde
Ryssjön ingår i det delavrinningsområde (656842-158585) som SMHI kallar för Mynnar i Mälaren. Medelhöjden är 47 meter över havet och ytan är 52,68 kvadratkilometer. Det finns inga avrinningsområden uppströms utan avrinningsområdet är högsta punkten. Vattendraget som avvattnar avrinningsområdet har biflödesordning 3, vilket innebär att vattnet flödar genom totalt 3 vattendrag innan det når havet efter 64 kilometer. Avrinningsområdet består mestadels av skog (70 procent) och jordbruk (15 procent). Avrinningsområdet har 1,36 kvadratkilometer vattenytor vilket ger det en sjöprocent på 2,6 procent.